# Émeraude splendide
Chlorostilbon lucidus
Pour les articles homonymes, voir Splendide.
Espèce
Répartition géographique
Statut de conservation UICN

 LC  : Préoccupation mineure
Statut CITES
L'Émeraude splendide (Chlorostilbon lucidus, anciennement Chlorostilbon aureoventris) est une espèce de colibris (famille des Trochilidae).

## Répartition
Cet oiseau est présent en Argentine, en Bolivie, au Brésil, au Paraguay et en Uruguay.

## Habitat
L'espèce habite les forêts subtropicales humides de basse altitude et de montagne, les zones subtropicales de broussailles humides mais aussi les forêts subtropicales lourdement dégradées.

## Taxinomie
L'espèce avait pour nom scientifique Chlorostilbon aureoventris (d'Orbigny & Lafresnaye, 1838), mais Pacheco & Whitney (2006) ont démontré que la paternité de la description de l'espèce revenait à George Kearsley Shaw (1812), et que l'espèce devait donc être renommée en Chlorostilbon lucidus.

## Sous-espèces
D'après Alan P. Peterson, cette espèce est constituée des trois sous-espèces suivantes :
- Chlorostilbon lucidus berlepschi Pinto, 1938 ;
- Chlorostilbon lucidus lucidus (Shaw, 1812) ;
- Chlorostilbon lucidus pucherani (Bourcier & Mulsant, 1848).

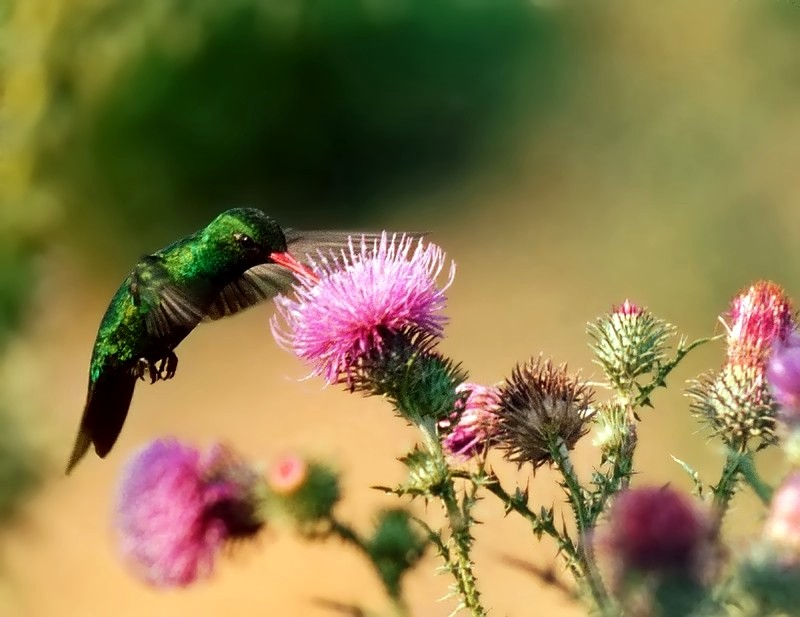
Mâle se nourrissant